# Ameisloch
Ameisloch (oberfränkisch: Ämadsluch) ist ein Gemeindeteil der Großen Kreisstadt Kulmbach im Landkreis Kulmbach (Oberfranken, Bayern). Ameisloch liegt in der Gemarkung Katschenreuth.

## Geografie
Die Einöde liegt am Windischenhaiger Holz. Ein Anliegerweg führt zu einer Gemeindeverbindungsstraße (0,3 km östlich), die nach Windischenhaig (1,3 km nördlich) bzw. die Kreisstraße KU 5 kreuzend nach Hutschdorf (1,6 km südlich) verläuft.

## Geschichte
Der Ort wurde 1762 als „Emisloch“ erstmals schriftlich erwähnt. Das Grundwort ist Lohe und das Bestimmungswort die Ameise. Der ursprüngliche Flurname bezeichnete also ein Waldgebiet, in dem es viele Ameisen gab.
Gegen Ende des 18. Jahrhunderts bestand Ameisloch aus einem Anwesen. Das Hochgericht übte das bayreuthische Stadtvogteiamt Kulmbach aus. Das Rittergut Thurnau war Grundherr der Sölde.
Von 1797 bis 1810 unterstand der Ort dem Justiz- und Kammeramt Kulmbach. Mit dem Ersten Gemeindeedikt wurde Ameisloch dem 1811 gebildeten Steuerdistrikt Melkendorf zugewiesen. 1812 erfolgte die Überweisung an den Steuerdistrikt Katschenreuth und der neu gebildeten gleichnamigen Ruralgemeinde. Am 1. Juli 1976 wurde Ameisloch im Zuge der Gebietsreform in Bayern in Kulmbach eingegliedert.

### Baudenkmäler
- Grenzstein

### Einwohnerentwicklung
| Jahr      | 001818 | 001861 | 001871 | 001885 | 001900 | 001925 | 001950 | 001961 | 001970 | 001987 |
| Einwohner | 9      | 7      | 5      | 8      | 5      | 7      | 5      | 4      | 7      | 5      |
| Häuser    | 1      |        |        | 2      | 1      | 1      | 1      | 1      |        | 1      |
| Quelle    | [ 8 ]  | [ 12 ] | [ 13 ] | [ 14 ] | [ 15 ] | [ 16 ] | [ 17 ] | [ 18 ] | [ 19 ] | [ 1 ]  |

## Religion
Ameisloch ist evangelisch-lutherisch geprägt und nach St. Johannes der Täufer (Hutschdorf) gepfarrt.